# Creu de terme de Sedó
La Creu de terme de Sedó és una creu de terme de Sedó, al municipi de Torrefeta i Florejacs (Segarra) inclosa a l'Inventari del Patrimoni Arquitectònic de Catalunya.

## Descripció
Trobem aquesta creu de terme a 50 metres de l'accés de l'ermita de Santes Masses, en un punt elevat privilegiat. Consta d'un basament de 30 cm damunt el qual s'aixeca un sòcol quadrangular amb els extrems trencats. El fust d'aquesta creu és octogonal, tot i que el seu arrancament és quadrangular. El capitell que s'observa al capdamunt és quadrangular i no presenta cap motiu escultòric, només una inscripció en la qual podem llegir la data en què va ser erigit "AÑO 1940". Per acabar, destacar la creu de forja, que perfila els quatre braços de la creu, que conflueixen en un cercle al centre.